# Lista najdrożej sprzedanych fotografii

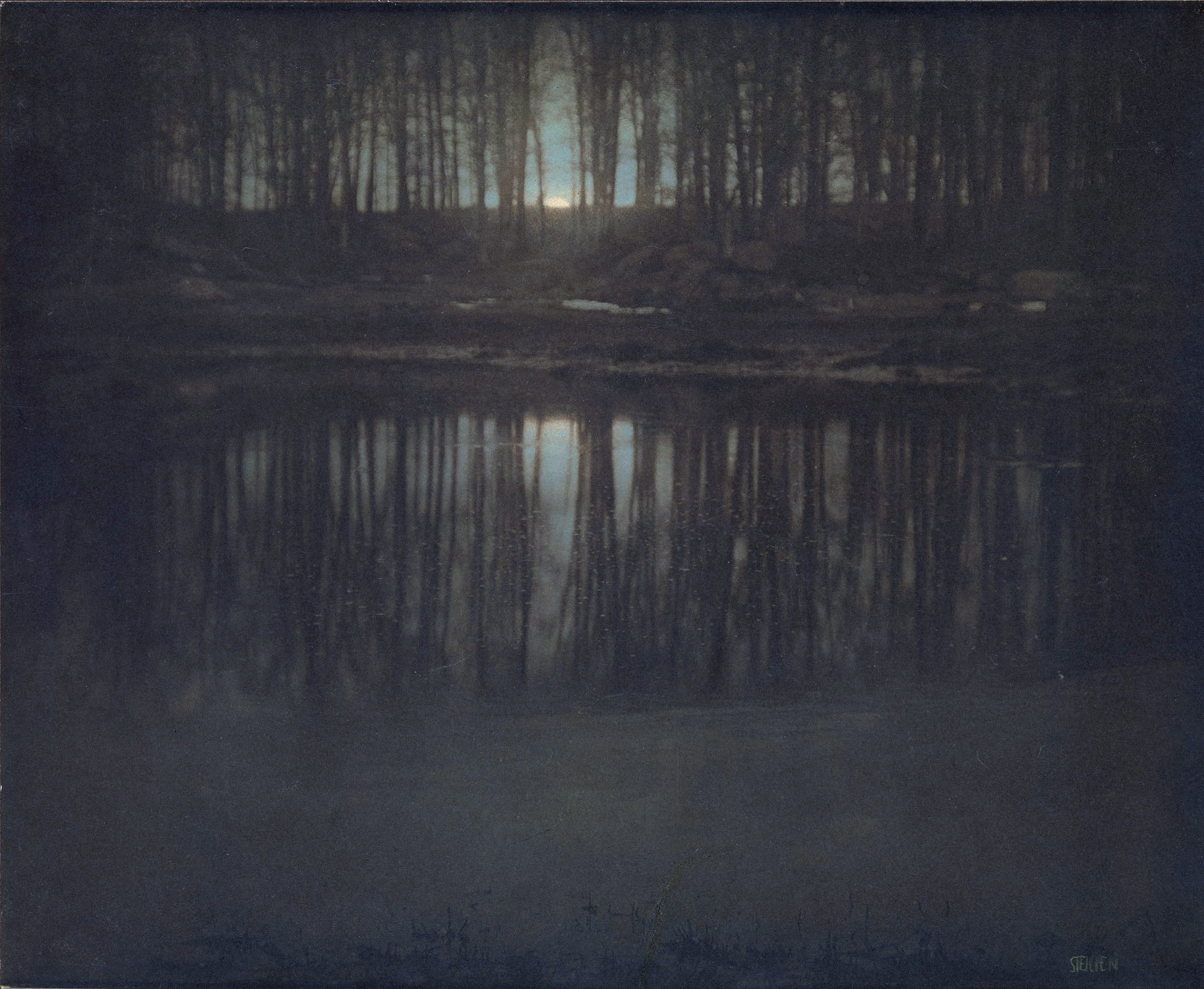
The Pond-Moonlight (1904), Edward Steichen

Lista do 25 najdrożej sprzedanych fotografii (ceny z opłatą aukcyjną). Sprzedaż musi być podana z pełną datą (dzień, miesiąc i rok).

## Świat
| Nu-mer | Autor            | Tytuł | Cena (USD) | Cena po inflacji (2022) (USD) | Data                      | Sprzedaż                                               |
| ------ | ---------------- | --- | ---------- | ----------------------------- | ------------------------- | ------------------------------------------------------ |
| 1      | Andreas Gursky   | Rhein II (1999)                                                                                               | 4,34 mln   | 5,56 mln                      | 8 listopada 2011(dts)     | Christie’s, aukcja w Nowym Jorku                       |
| 2      | Richard Prince   | Spiritual America (1981)                                                                                      | 3,97 mln   | 4,82 mln                      | 12 maja 2014(dts)         | Christie’s, aukcja w Nowym Jorku                       |
| 3      | Cindy Sherman    | Untitled #96 (1981)                                                                                           | 3,89 mln   | 4,99 mln                      | 11 maja 2011(dts)         | Christie’s, aukcja w Nowym Jorku                       |
| 4      | Cindy Sherman    | Untitled #93 (1981)                                                                                           | 3,86 mln   | 4,69 mln                      | 13 maja 2014(dts)         | Sotheby's, aukcja w Nowym Jorku                        |
| 5      | Gilbert & George | To Her Majesty (1973)                                                                                         | 3,76 mln   | 5,01 mln                      | 30 czerwca 2008(dts)      | Christie’s, aukcja w Londynie                          |
| 6      | Richard Prince   | Untitled (Cowboy) (1998)                                                                                      | 3,75 mln   | 4,55 mln                      | 12 maja 2014(dts)         | Christie’s, aukcja w Nowym Jorku                       |
| 7      | Jeff Wall        | Dead Troops Talk (A vision after an ambush of a Red Army patrol, near Moqor, Afghanistan, winter 1986) (1992) | 3,67 mln   | 4,61 mln                      | 8 maja 2012(dts)          | Christie’s, aukcja w Nowym Jorku                       |
| 8      | Richard Prince   | Untitled (Cowboy) (2000)                                                                                      | 3,53 mln   | 4,19 mln                      | 10 maja 2016(dts)         | Christie’s, aukcja w Nowym Jorku                       |
| 9      | Richard Prince   | Untitled (Cowboy) (2001-02)                                                                                   | 3,4 mln    | 4,62 mln                      | 14 listopada 2007(dts)    | Sotheby's, aukcja w Nowym Jorku                        |
| 10     | Andreas Gursky   | 99 Cent II, Diptych (2001)                                                                                    | 3,35 mln   | 4,54 mln                      | 7 lutego 2007(dts)        | Sotheby's, aukcja w Londynie                           |
| 11     | Andreas Gursky   | Chicago Board of Trade III (1999–2009)                                                                        | 3,3 mln    | 4,09 mln                      | 26 czerwca 2013(dts)      | Sotheby's, aukcja w Londynie                           |
| 12     | Man Ray          | Noire et Blanche (1926)                                                                                       | 3,12 mln   | 3,64 mln                      | 8 listopada 2017(dts)     | Christie’s, aukcja w Paryżu                            |
| 13     | Richard Prince   | Untitled (Cowboy) (2000)                                                                                      | 3,08 mln   | 3,73 mln                      | 14 maja 2014(dts)         | Sotheby's, aukcja w Nowym Jorku                        |
| 14     | Cindy Sherman    | Untitled Film Still #48 (1979)                                                                                | 2,97 mln   | 3,56 mln                      | 13 maja 2015(dts)         | Christie’s, aukcja w Nowym Jorku                       |
| 15     | Andreas Gursky   | Los Angeles (1998)                                                                                            | 2,94 mln   | 3,91 mln                      | 27 lutego 2008(dts)       | Sotheby's, aukcja w Londynie                           |
| 16     | Edward Steichen  | The Pond—Moonlight (1904)                                                                                     | 2,93 mln   | 4,08 mln                      | 14 lutego 2006(dts)       | Sotheby's, aukcja w Nowym Jorku                        |
| 17     | Cindy Sherman    | Untitled #153 (1985)                                                                                          | 2,77 mln   | 3,62 mln                      | 8 listopada 2010(dts)     | Phillips, aukcja w Nowym Jorku                         |
| 18     | Andreas Gursky   | Paris, Montparnasse (1992)                                                                                    | 2,39 mln   | 2,96 mln                      | 17 października 2013(dts) | Sotheby's, aukcja w Londynie                           |
| 19     | Andreas Gursky   | Chicago Board of Trade (1997)                                                                                 | 2,36 mln   | 2,92 mln                      | 26 czerwca 2013(dts)      | Sotheby's, aukcja w Londynie                           |
| 20     | nieznany         | Billy the Kid (1879–80) ferrotyp                                                                              | 2,3 mln    | 2,95 mln                      | 25 czerwca 2011(dts)      | Brian Lebel's Old West Show & Auction, aukcja w Denwer |
| 21     | Andreas Gursky   | 99 Cent (1999)                                                                                                | 2,26 mln   | 3,15 mln                      | 10 maja 2006(dts)         | Sotheby's, aukcja w Nowym Jorku                        |
| 22     | Man Ray          | Portrait of a Tearful Woman (1936)                                                                            | 2,17 mln   | 2,53 mln                      | 17 maja 2017(dts)         | Christie’s, aukcja w Nowym Jorku                       |
| 23     | Andreas Gursky   | Pyongyang IV (2007)                                                                                           | 2,13 mln   | 2,78 mln                      | 15 października 2010(dts) | Sotheby's, aukcja w Londynie                           |
| 24     | Cindy Sherman    | Untitled #92 (1981)                                                                                           | 2,11 mln   | 2,87 mln                      | 16 maja 2007(dts)         | Christie’s, aukcja w Nowym Jorku                       |
| 25     | Andreas Gursky   | Frankfurt (2007)                                                                                              | 2,1 mln    | 2,75 mln                      | 9 listopada 2010(dts)     | Sotheby's, aukcja w Nowym Jorku                        |

## Polska

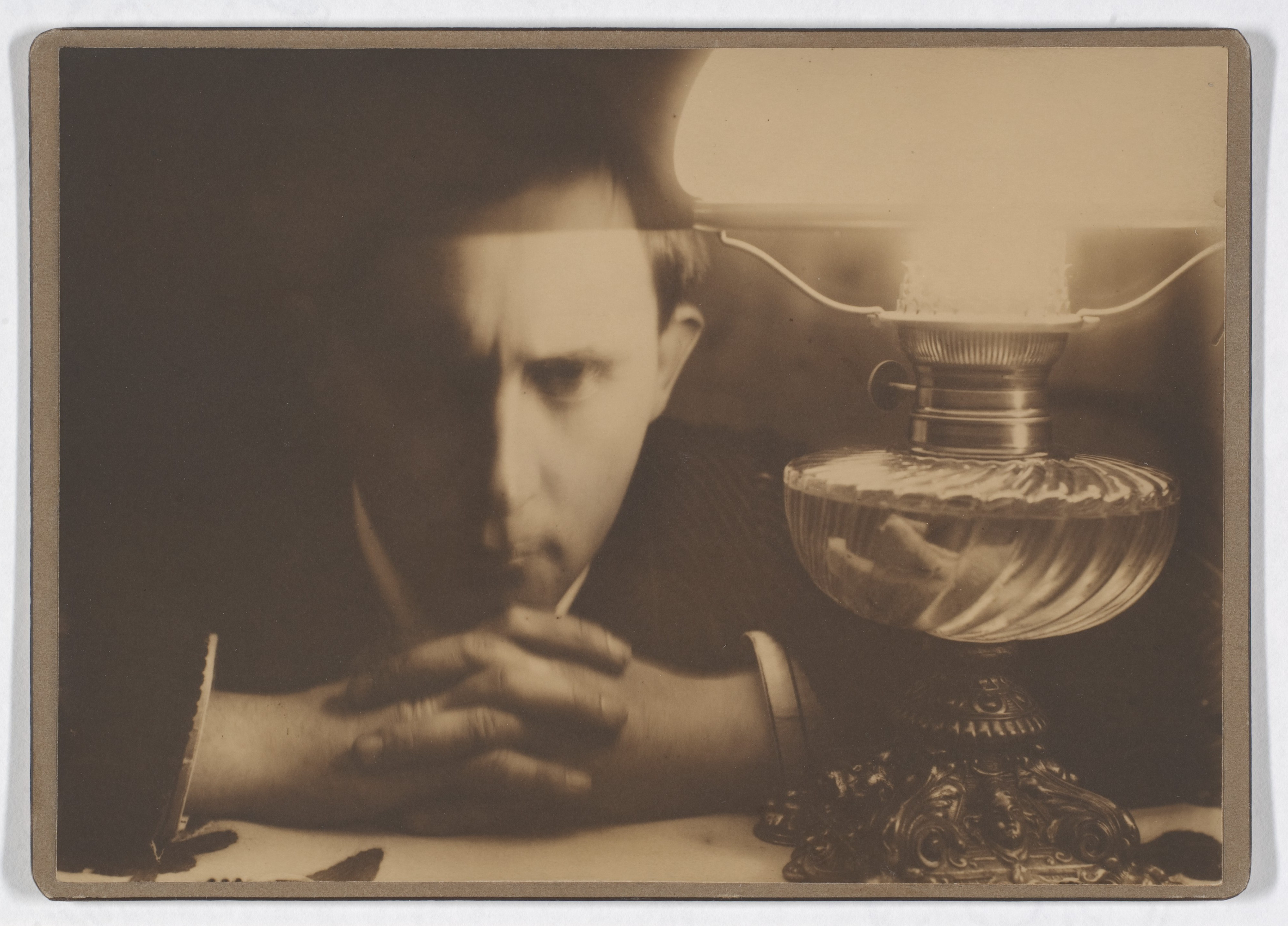
Kolaps przy lampie (1913), Stanisław Ignacy Witkiewicz

| Nu-mer | Autor                                 | Tytuł                                             | Cena (PLN) | Cena po inflacji (2022) (USD) | Data                      | Sprzedaż                                         |
| ------ | ------------------------------------- | ------------------------------------------------- | ---------- | ----------------------------- | ------------------------- | ------------------------------------------------ |
| 1      | David LaChapelle                      | Potop (Deluge) (2006/2012)                        | 720 tys.   | 202 tys.                      | 22 kwietnia 2021(dts)     | DESA Unicum, aukcja w Warszawie                  |
| 2      | Steve McCurry                         | Afghan Girl (Afgańska dziewczyna) (1984)          | 283 tys.   | 80,6 tys.                     | 15 października 2020(dts) | DESA Unicum, aukcja w Warszawie                  |
| 3      | Stanisław Ignacy Witkiewicz „Witkacy” | Przerażenie wariata (1931)                        | 201 tys.   | 57,7 tys.                     | 14 października 2019(dts) | LIBRA, aukcja w Warszawie                        |
| 4      | Stanisław Ignacy Witkiewicz „Witkacy” | Potwór z Düsseldorfu (1932)                       | 201 tys.   | 58,4 tys.                     | 15 listopada 2016(dts)    | FK Fotografia Kolekcjonerska, aukcja w Warszawie |
| 5      | Stanisław Ignacy Witkiewicz „Witkacy” | Nieśmiały bandyta, Groźny bandyta (dyptyk) (1931) | 153 tys.   | 45,9 tys.                     | 27 października 2016(dts) | DESA Unicum, aukcja w Warszawie                  |
| 6      | Stanisław Ignacy Witkiewicz „Witkacy” | Kolaps przy lampie, Autoportret, Zakopane (1913)  | 142 tys.   | 55 tys.                       | 25 września 2003(dts)     | Polswiss Art, aukcja w Warszawie                 |
| 7      | Karol Hiller                          | Kompozycja heliograficzna (VI) (1932–1934)        | 121 tys.   | 36,5 tys.                     | 17 listopada 2015(dts)    | FK Fotografia Kolekcjonerska, aukcja w Warszawie |
| 8      | Roman Opałka                          | Detail – 3898233, z cyklu OPALKA 1965/1 – ∞       | 118 tys.   | 32,5 tys.                     | 17 października 2019(dts) | DESA Unicum, aukcja w Warszawie                  |
| 9      | Karol Hiller                          | Kompozycja heliograficzna XLIII (1939)            | 108 tys.   | 30,3 tys.                     | 22 kwietnia 2021(dts)     | DESA Unicum, aukcja w Warszawie                  |
| 10     | Karol Hiller                          | Kompozycja heliograficzna (XXIV) (1938)           | 94,4 tys.  | 27,7 tys.                     | 4 kwietnia 2019(dts)      | DESA Unicum, aukcja w Warszawie                  |